# John Verney (1er vicomte Fermanagh)
John Verney, 1er vicomte Fermanagh (5 novembre 1640 - 23 juin 1717), connu sous le nom de John Verney, 2e baronnet, entre 1696 et 1703, est un pair anglais, marchand et homme politique conservateur qui siège à la Chambre des communes de 1710 à 1717.

## Jeunesse
Verney est le deuxième et unique fils survivant de Ralph Verney (1er baronnet) (en) et de sa femme Mary Blacknall, fille de John Blacknall. Il accompagne son père dans son exil français, âgé de huit ans, et fait ses études à Blois pendant les cinq années suivantes. Après le retour de la famille en Angleterre, il rejoint l'école de James Fleetwood à Barn Elms et, en 1655, se rend dans une autre école à Kensington . Par la suite, Verney travaille pour un marchand du Levant, faisant des expéditions en Mésopotamie et à Chypre. Le 27 mai 1680, il épouse Elizabeth Palmer, fille de Ralph Palmer, à l'Abbaye de Westminster. Après sa mort en 1686, Verney épouse Mary Lawley, fille de Francis Lawley (2e baronnet), le 10 juillet 1692, également à l'abbaye de Westminster ,. Elle est morte seulement deux ans plus tard et leur fils nouveau-né peu de temps après. Verney se remarie à Elizabeth Baker, fille de son voisin Daniel Baker, le 8 avril 1696 à Kensington. En 1696, il succède à son père comme baronnet.

## Carrière
Verney est pendant plusieurs années assistant de la Royal African Company et est gouverneur du Bethlem Royal Hospital. Il se présente dans le comté de Buckinghamshire aux élections de 1696 et 1698 et dans la ville de Buckingham en 1701, à chaque fois sans succès. Le 16 juin 1703, Verney est créé vicomte du comté de Fermanagh avec le titre subsidiaire de baron Verney de Belturbet, dans le comté de Cavan. Les deux titres appartiennent à la pairie d'Irlande et ne l'empêchent donc pas d'être élu député du Buckinghamshire aux élections générales de 1710. Il est de nouveau réélu pour le Buckinghamshire en 1713. Aux élections générales de 1715, il est réélu sans opposition en tant que député d'Amersham et siège jusqu'à sa mort en 1717.
Le vicomte Fermanagh est décédé à l'âge de 76 ans et est enterré à Middle Claydon dans le Buckinghamshire une semaine plus tard. Il a de sa première femme, un fils et trois filles. Il est remplacé dans ses titres par son seul fils survivant Ralph Verney (1er comte Verney).

## liens externes
- Notice dans un dictionnaire ou une encyclopédie généraliste :   - Oxford Dictionary of National Biography